# Caza de Jbayl
Caza de Jbayl (arabiska: قضاء جبيل) är ett distrikt i Libanon.   Det ligger i guvernementet Libanonberget, i den centrala delen av landet, 40 kilometer nordost om huvudstaden Beirut. Antalet invånare är 62 500. Arean är 430 kvadratkilometer.
Terrängen i Caza de Jbayl är huvudsakligen bergig, men åt nordväst är den kuperad.
Runt Caza de Jbayl är det ganska tätbefolkat, med 239 invånare per kvadratkilometer.